# Kop-hals-rompboerderij

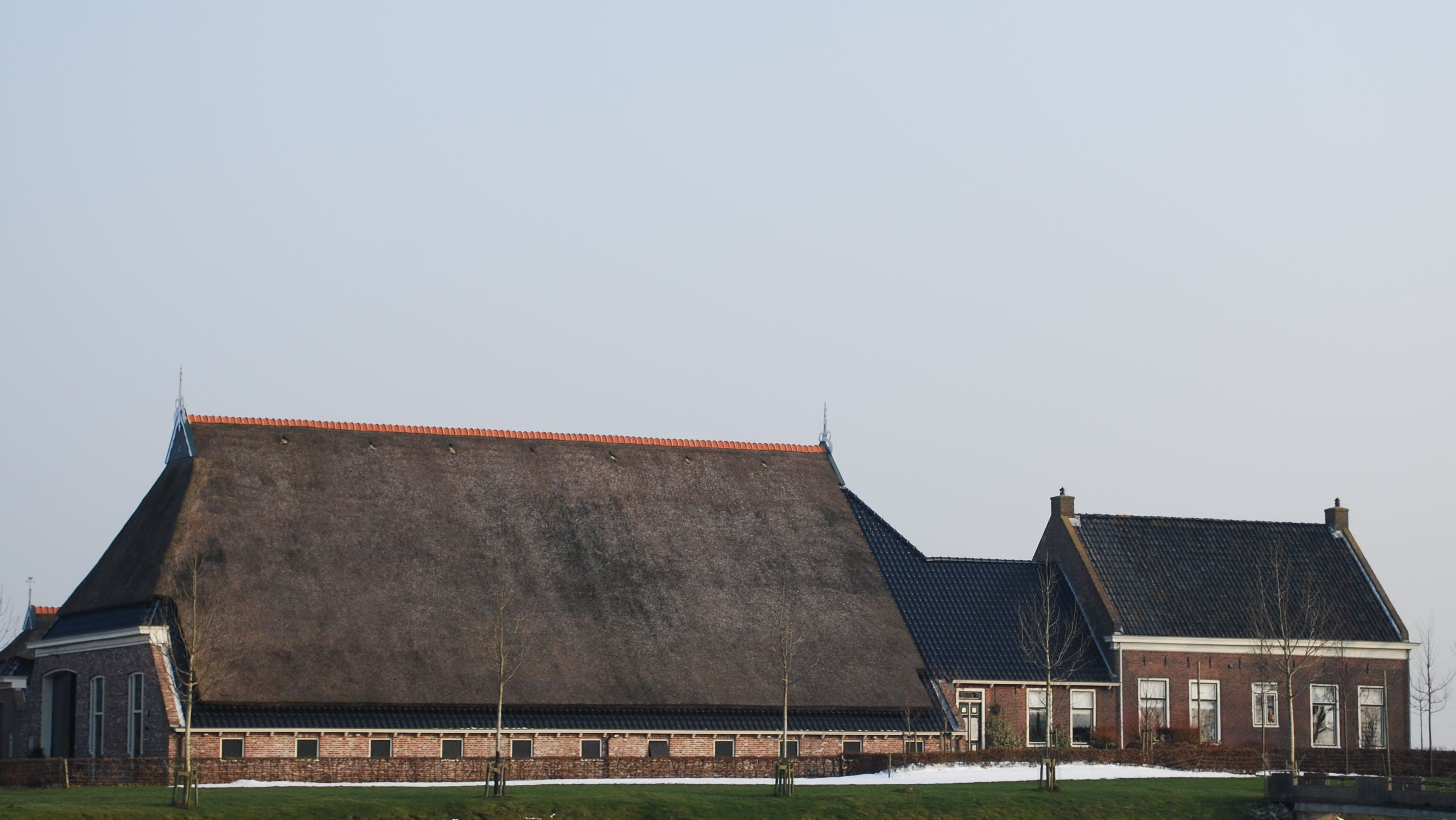
Een kop-hals-rompboerderij in Kollum (Feitsmastate)

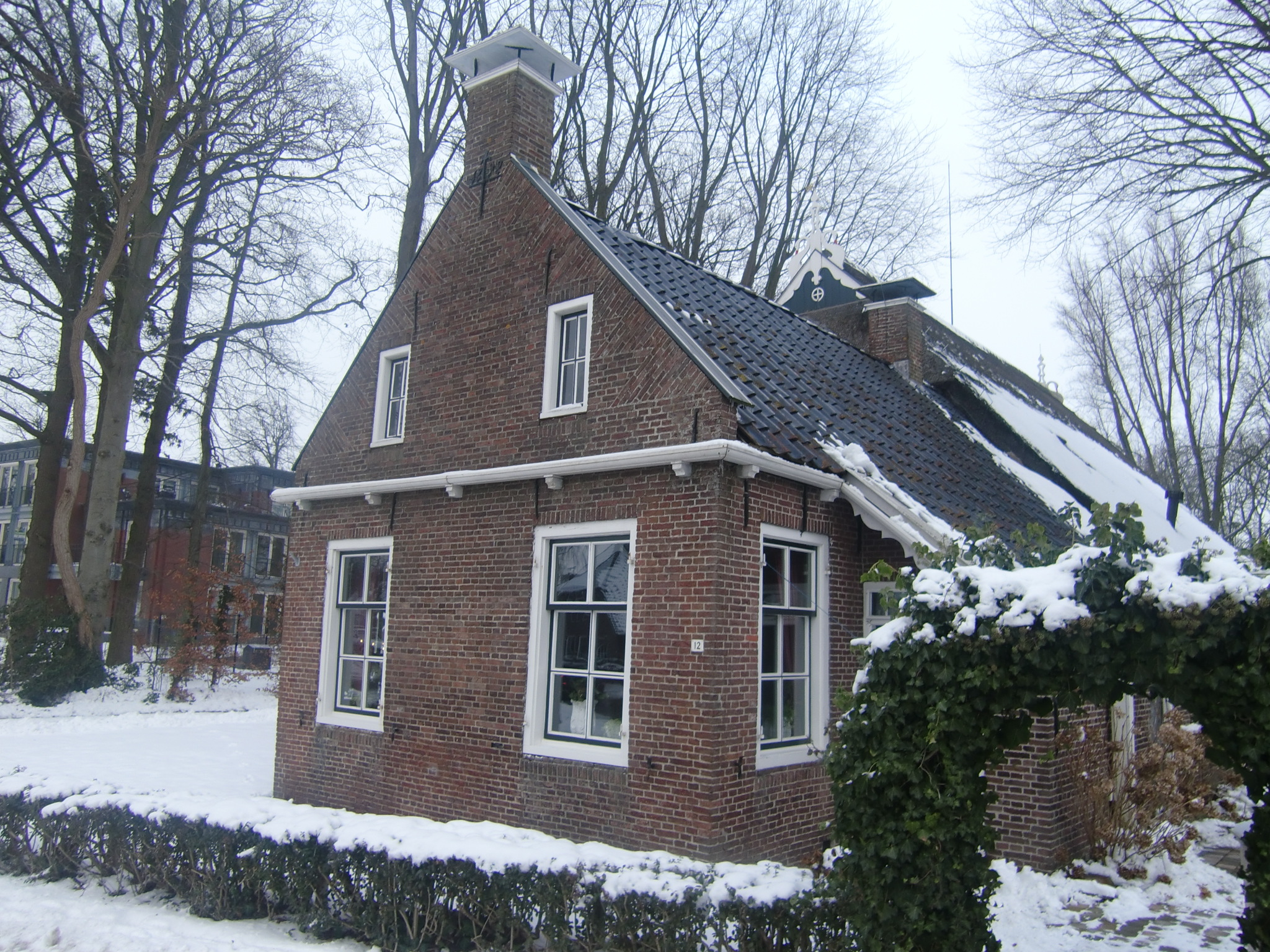
Kop-romp boerderij uit 1792

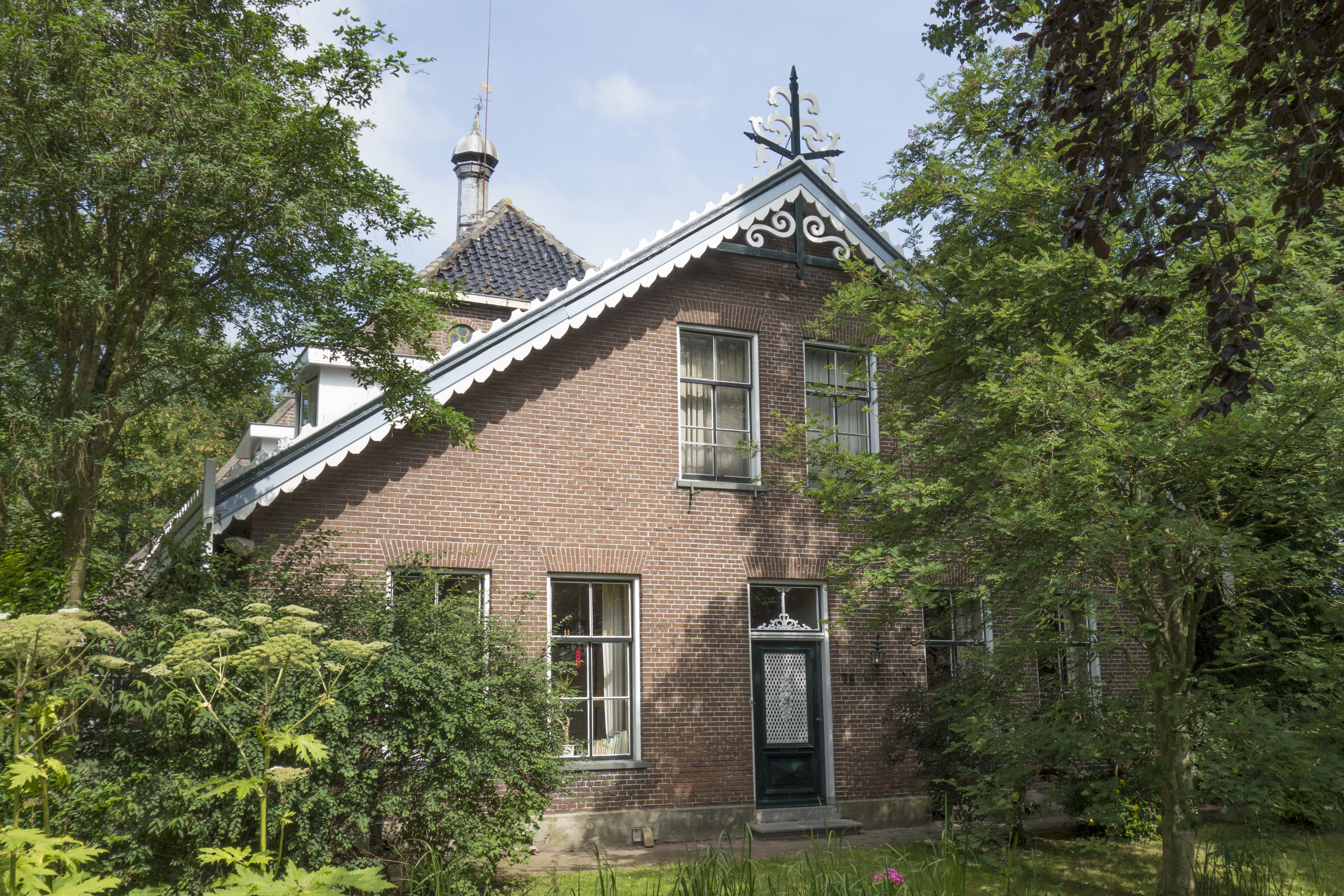
Kop-rompboerderij uit 1865. Voormalig veehouderij

De kop-hals-rompboerderij is een boerderijtype dat veel voorkomt in Friesland en in het westen en noorden van Groningen. De boerderij heeft deze benaming gekregen doordat de vorm doet denken aan een liggende koe. Hierbij is het woonhuisgedeelte de kop, het middengedeelte de hals en de schuur de romp. Dit boerderijtype valt in de hoofdgroep Noordelijke huisgroep.

## Geschiedenis
De kop-hals-rompboerderij is ontstaan uit de langhuisboerderij. Rond 1600 ging het in Nederland erg goed in de landbouwsector en waren voor de oogst grotere opslagplaatsen nodig. Aan de zijkant van de boerderij werd een stuk aangebouwd. Hierdoor ontstond de kop-hals-rompboerderij, waarbij het woongedeelte niet recht voor de schuur staat. De nieuwe boerderijen werden vanaf die tijd op deze manier gebouwd.
De kop-hals-rompboerderij is ook geschikt voor het moderne agrarische bedrijf.

## Constructie
Een kop-hals-rompboerderij was geschikt voor veeteelt en voor akkerbouw. Er is wel een verschil in de vorm van de boerderij:
- Een veeteeltbedrijf is te herkennen aan het hogere voorhuis met de daaronder gelegen melkkelder en de stalraampjes in de schuur.
- Een akkerbouwbedrijf heeft een verlengd voorhuis voor een grotere graanopslagzolder en grotere ramen aan de achterkant van de schuur, die als dorsruimte werd gebruikt.

De kop van een kop-hals-rompboerderij heeft topgevels met schoorstenen. Op de uiteinden van de nok van de romp werd als bescherming een uilenbord geplaatst. Dit is een driehoekig bord met een gat in het midden waardoor uilen in en uit konden gaan.

## Varianten

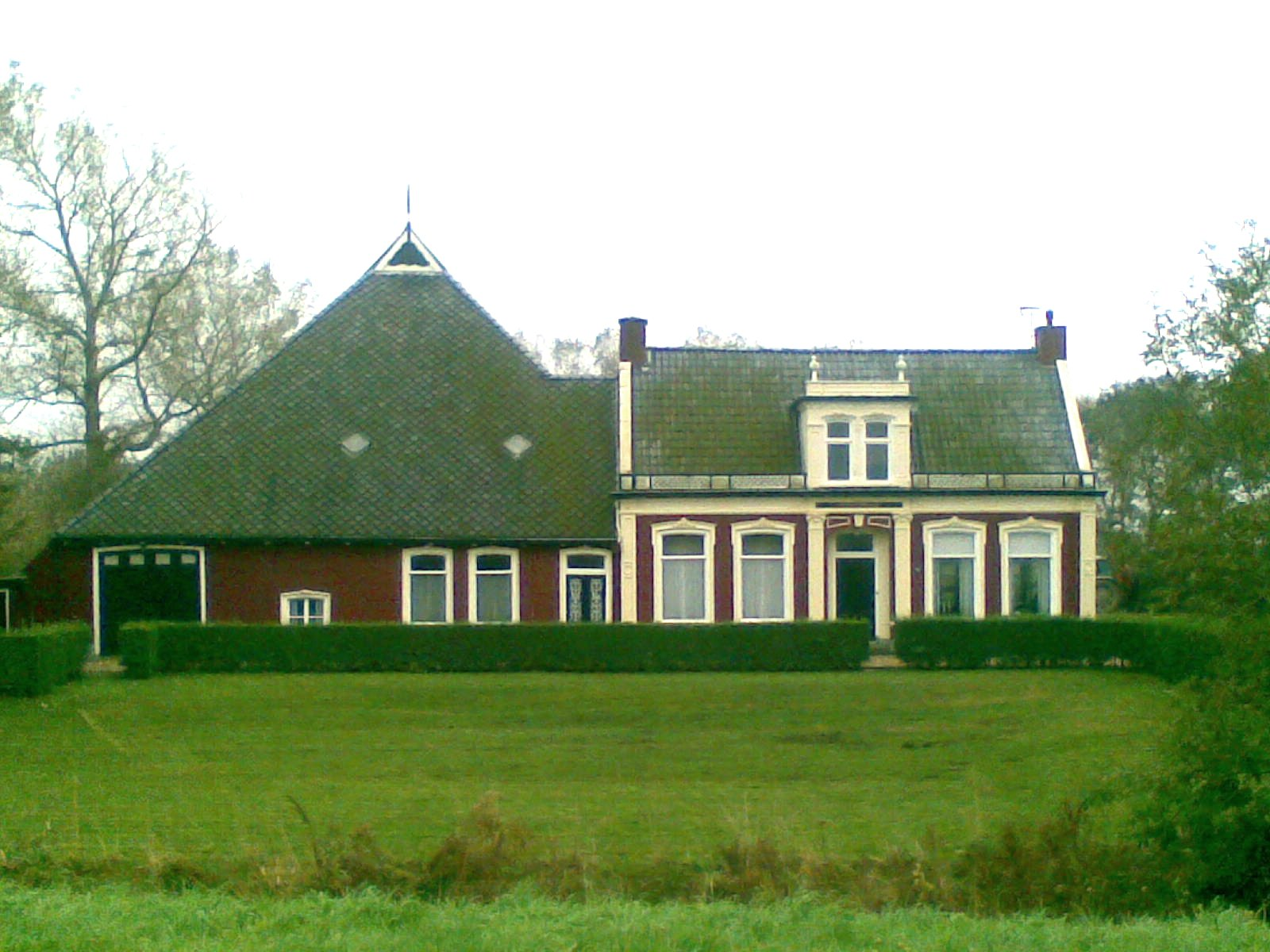
Karakteristiek Bildtse Kop-hals-romp boerderij langs de Oude Bildtdijk

- De Bildtse boerderij is een variant op de kop-hals-rompboerderij waarbij het voorhuis haaks op de schuur staat in een L-vorm. Deze variant is te vinden op Het Bildt. Opmerkelijk is ook dat er vóór 1500 geen schuren voorkwamen in Friesland. Het is daarom heel goed mogelijk dat de kop-hals-rompboerderij haar oorsprong vindt op Het Bildt en zich van daaruit over Friesland heeft verspreid.
- De kop-hals-rompboerderij zonder hals of kop-rompboerderij is een variant, waarbij de kop en de hals niet zichtbaar gescheiden zijn, maar waarbij de woon- en leeffuncties zo gescheiden zijn in de kop, dat er toch sprake is van een gedeelte met halsfunctie. Deze boerderijen komen voor in het oosten van Friesland en in het Westerkwartier, waar de bodem bestaat uit zandgrond, die minder vruchtbaar is dan de kleigrond in Noord-Friesland en Groningen. Ook zijn ze een enkele keer wel gerealiseerd als villaboerderijen, zoals bijvoorbeeld boerderij Klinkenborgh op het Groningse Hogeland.

## Museum
In de jaren 60 werd er in Midlum een kop-hals-rompboerderij gesloopt om vervolgens te worden herbouwd in het Nederlands Openluchtmuseum in Arnhem, de kop-hals-rompboerderij van Midlum.